# すき...でもすき
「すき...でもすき」は、高橋由美子の通算17枚目のシングル。1995年5月24日発売。発売元はビクターエンタテインメント。

## 概要
- 自身主演のテレビ朝日系ドラマ『最高の恋人』の主題歌。
- オリコン最高19位ではあるものの初動売上は自己最高の5.4万枚を売り上げ、累計でも約17万枚を売り上げるスマッシュヒットとなった[1]。
- 日本テレビ系列の音楽バラエティ『THE夜もヒッパレ』では8位にランクインされ、大東めぐみと安室奈美恵によって唄われている。

## 収録曲
1. すき...でもすき
  - 作詞・作曲：秋元薫、編曲：岩本正樹

テレビ朝日系ドラマ『最高の恋人』主題歌
2. 愛さずにいられない
  - 作詞：柚木美祐、作曲：本島一弥、編曲：岩本正樹

1. すき...でもすき（オリジナル・カラオケ）
2. 愛さずにいられない（オリジナル・カラオケ）